# De premiejager
De premiejager (Chasseur de primes) is het veertigste album uit de Lucky Luke-stripreeks. Het is geschreven door René Goscinny en getekend door Maurice de Bevere (Morris) in 1972. Het album is uitgegeven door Dargaud en is het negende album in de Dargaud-reeks.

## Inhoud
Elliot Belt is een beruchte premiejager. Hij brengt schurken in handen van justitie, op zich een eerzaam beroep, maar hij wordt algemeen veracht omdat hij het alleen voor het geld doet. 
Als het beste paard van de rijke paardenfokker Bronco Fortworth gestolen wordt,  verdenkt Fortworth zijn indiaanse stalknecht, Tea Spoon, die naar het indianenreservaat is gegaan. Hij looft een hoge premie uit voor degene die Tea Spoon vangt en levend bij hem brengt, waarna Tea Spoon opgehangen zal worden.
Belt gaat meteen op zoek naar Tea Spoon. De sheriff van Cheyenne Pass, bijgestaan door Lucky Luke, wil dat Tea Spoon een eerlijk proces krijgt, wat niet gebeurt wanneer Belt hem vangt. Lucky Luke gaat ook op zoek naar Tea Spoon, en stuit daarbij meerdere malen op Belt. Door de beschuldigingen van Fortworth worden de plaatselijke indianen woedend en vallen aan. Lucky Luke moet Tea Spoon nu vinden om de vrede te bewaren. Belt roept de hulp van andere premiejagers in om Tea Spoon te vangen, wat uiteindelijk toch mislukt. Als er een vuurgevecht ontstaat tussen de premiejagers, verschijnt Tea Spoon zelf, die in de vuurlinie gaat staan. Daarmee verhindert hij dat er geschoten wordt, want de premiejagers weten dat Fortworth de dief levend in handen wil hebben. Tea Spoon wordt door Lucky Luke meegenomen naar Cheyenne Pass, waar de indiaan een eerlijk proces krijgt. Tijdens het proces bekent Fortworths vrouw dat zij het paard gestolen had, omdat het te veel aandacht kreeg. Tea Spoon wordt vrijgelaten en er heerst weer vrede in Cheyenne Pass. 
Belt wil wraak nemen op Lucky Luke omdat hij hem de grote premie ontnomen heeft, maar wordt tijdig gevangengenomen. Belt wordt vrijgelaten, maar er worden overal affiches opgehangen met Belts naam en de prijs die op zijn hoofd staat wegens het uitlokken van een oorlog. Nu wordt Belt zelf achternagezeten door premiejagers. Alles is weer in orde in Cheyenne Pass en Lucky Luke gaat weer weg.

## Achtergronden bij het verhaal
- Elliot Belt is een karikatuur van filmacteur Lee Van Cleef.
- De plot van dit album is geïnspireerd op de western For A Few Dollars More, waarin Van Cleef ook een premiejager vertolkt.
- De maskers die de indianentovenaars dragen zijn gebaseerd op Boris Karloffs gezicht in de Frankenstein-films.